# Mokena Kohere
Mokena Kohere, ou Mōkena Kōhere en graphie maorie, né probablement au début des années 1810 à Rangitukia et mort le 4 mars 1894, est un chef, guerrier, commerçant et homme politique néo-zélandais.

## Biographie
Issu de l’iwi (tribu) Ngāti Porou, il est prénommé Mokena en l'honneur du missionnaire anglican John Morgan (en), de la Church Mission Society. Son frère Kakatarau, aux côtés de qui il combat en 1836 durant les guerres des mousquets lorsque la tribu Te Whānau-ā-Apanui (en) attaque les Ngāti Porou, est un chef tribal est l'un des signataires en 1840 du traité de Waitangi par lequel le Royaume-Uni annexe la Nouvelle-Zélande à l'Empire britannique tout en promettant de préserver les prérogatives des Maoris. Devenu chef à la mort de son frère (qui n'a pas d'enfants), Mokena Kohere encourage l'adoption par sa tribu de technologies et de connaissances techniques européennes, et sa participation à des échanges commerciaux avec les colons. Il achète notamment une goélette, qu'il nomme Mereana du nom de sa fille, et la consacre à l'exportation des productions agricoles de sa tribu vers Auckland et vers l'Australie.
En 1862, George Grey, le gouverneur britannique de Nouvelle-Zélande, le nomme « assesseur principal » pour les villages Ngāti Porou de la baie de Tokomaru et de la vallée de Waiapu (en), secondé par un magistrat pakeha (britannique), l'intégrant ainsi à un système d'administration par lequel le gouverneur souhaite appuyer et conserver l'autonomie politique locale des tribus maories ; sa tâche est de maintenir l'ordre et l'État de droit, de concert avec les runanga (conseils maoris locaux). Mokena Kohere prend position contre le Kingitanga (le mouvement pan-tribal maori refusant l'autorité de la Couronne britannique), et sa tribu est attaquée et assiégée en juin 1865 par les guerriers du mouvement violemment anti-colonial Pai Mārire ; les troupes coloniales lui viennent en secours. Mokena Kohere et ses hommes participent ensuite à des assauts des forces coloniales contre les forces du Pai Marire, dans le contexte des « guerres maories ». En 1870 il reçoit de la reine Victoria une épée en signe d'honneur et de reconnaissance, aux côtés du major Te Keepa Te Rangihiwinui et du major Ropata Wahawaha, chefs maoris engagés dans les forces armées coloniales. En 1871 il est décoré de la Médaille de guerre de Nouvelle-Zélande (en),.
Ayant déposé trop tard sa candidature pour les élections législatives de 1868 et donc pour un siège à la Chambre des représentants de Nouvelle-Zélande, il est nommé membre du Conseil législatif de Nouvelle-Zélande (la chambre haute du parlement) en 1872. Il en prend sa retraite en 1887 et passe ses dernières années à Rangitukia. À sa mort, il est estimé avoir plus de 80 ans.